# Osteomeles anthyllidifolia
Espèce
Osteomeles anthyllidifolia, appelée ʻūlei, eluehe ou uʻulei en hawaïen, est une espèce de plantes à fleurs de la famille des Rosaceae. Elle est endémique de l'archipel d'Hawaï, des îles Cook, des Tonga, des îles Pitcairn et de Rapa dans les îles Australes.